# Pierangela Allegro
Pierangela Allegro (Imperia, 1953) è una scenografa e artista italiana.

## Biografia
Originaria della Liguria, Pierangela Allegro frequenta il liceo artistico di Genova, dove si forma sotto la guida di Silvio Ferrari e Giuseppe Penone, si diploma nel 1973. L'anno seguente si trasferisce a Venezia e si iscrive all'Accademia di Belle Arti, si diploma nel 1977 in scenografia con Giovanni Soccol. È in quegli stessi anni che si lega in amicizia a figure di primo piano in settori emergenti dell'arte quali la musica elettronica: Alvise Vidolin e Claudio Ambrosini e della video arte come Michele Sambin. Con quest'ultimo nel 1978 avvia un sodalizio artistico e affettivo (i due si sposeranno nel 1991).
All'interno della compagnia di teatro di ricerca Tam Teatromusica, che fonderà con Sambin e Laurent Dupont nel 1980, Allegro si esprime come  perfomer, dramaturga e scenografa; nell'ottica di una polisemica dei ruoli, caratteristica che sarà peculiare della compagnia. Successivamente in veste di autrice pubblicherà la monografia del Tam Teatromusica incaricandosi di evidenziare il linguaggio espressivo e la poetica della compagnia per inserirla nel contesto di un teatro che proseguendo la tradizione delle avanguardie storiche del '900 pratica una "drammaturgia delle forme" come avrà a dire Fernando Marchiori curando il volume Megaloop, Titivillus Mostre Editoria, edito nel 2010.
Come performer durante la sua carriera si possono citare alcune opere come: Blasen assolo per trombone del 1984, A. del 1995 e nello stesso anno alla Sala degli Specchi dello storico Caffè Pedrocchi a Padova crea l'installazione Tutto quello che rimane per eterotopie. Seguiranno poi i play concert Al mattonificio su testi di Luigi Monteleone (2005) e Quando l'occhio trema su testi di Paolo Gioli (2007).
Nel 1992 sotto l'egida del Comune di Padova e della Regione del Veneto, avvia il progetto di "Teatro Carcere" e realizza video e spettacoli con attori i detenuti del Carcere Due Palazzi di Padova(Il cerchio nell'isola 1992, B.B viaggio tra le parole di un certo Bertold Brecht, Dal nulla ho creato un mondo nuovo 2003). Nel 1995 Gianvittorio Pisapia criminologo e allora docente dell'Università di Padova molto impegnato sul fronte delle esperienze rieducative all'interno degli istituti di pena invita Pierangela Allegro a scrivere quella che diventerà la monografia Tutto quello che rimane: Giotto Carcere Teatro.
Dal 1995 fino al 2010 cura la rassegna di danza e teatro contemporaneo chiamata Contrappunti  che si realizza al Teatro Maddalene di Via san Giovanni da Verdara a Padova, tra cui spiccano le partecipazioni di personalità come Alda Merini, Giovanni Lindo Ferretti, Leo de Berardinis. Nel 1996 chiamata da I Cammelli, la scuola di cinema di Daniele Segre di Torino, realizza Esplorazioni, un laboratorio di teatro dedicato ai giovani iscritti; esperienza che proseguirà in Oikos Officina delle arti sceniche che si realizzerà da quella data e fino al 2006 al teatro Maddalene di Padova. Spettacoli con i giovani realizzati in questo periodo saranno: Appunti in 7 quadri del 1998 tratto da Vita di Galileo di B.Brecht. Età, affresco del '900 infine uno spettacolo che vedeva la partecipazione di 9 giovani e 6 anziani e presentato al Teatro delle Maddalene nel 1999 e Teatrini del Cuore  da Cuore di Edmondo de Amicis alla Galleria Civica d'arte contemporanea di Padova, 2001.
Dal 2007 al 2012 collabora con l’Università di Padova  CdL Discipline delle arti, della musica e dello spettacolo e  Attività pratiche DAMS  realizzando laboratori di scenografia.
Durante i tre anni 2008-2010 si impegna a riesumare il patrimonio contenuto nell’archivio storico di Tam Teatromusica. L’intera attività viene poi esibita nel maggio 2010 in occasione della mostra Megaloop trent’anni di Tam Teatromusica. Mostra curata da Riccardo Caldura, promossa dall'Assessorato Cultura del Comune di Padova e realizzata allo spazio San Gaetano di Padova. Nel 2011 è invitata come relatrice al convegno le Graphie della cicogna La scrittura delle donne come rivelazione a cui partecipa con un testo dal titolo In contrappunto in cui sono delineate le principali linee poetiche e artistiche del proprio percorso nelle arti. Il convegno è organizzato dall'Università degli studi di Padova.
Lascia il Tam nel 2015 e da allora conduce una propria ricerca pittorica che si concretizza in esposizioni e installazioni.

## Premi
Pierangela Allegro ha ricevuto nel 2011 la cittadinanza onoraria e il Sigillo della Città di Padova per l'attività svolta all'interno carcere.  Anni dopo con la compagnia del Tam Teatromusica ha vinto il Premio Ubu per il teatro nel 2014.

## Esposizioni selezionate
- 2018 - Pierangela Allegro. La memoria è un fermo immagine; Palazzo Tupputi, Bisceglie, 20 aprile - 18 maggio[9][10]
- 2018 - AMOREFOLLE - Mondi Contemporanei nelle Arti Audio Visive; Corte Benedettina, Correzzola, 29 settembre - 28 ottobre[11][12]
- 2018 - En Papier; Libreria Minerva, Padova, 24 marzo - 21 aprile[13]
- 2019 - Dissolvenze; Museo DIocesano, Padova, 27 ottobre - 30 novembre[14][15]
- 2020 - Convegno internazionale LUMIÈRE MATIÈRE, installazione Perché il presente non basta (2019); Padova-Venezia, 15-17 gennaio[16][17]
- 2021 - Installazione fotografica Mettere in scena il buio, realizzata per il web magazine Sciami[18]

## Scritti
- Armoniche, in Catalogo Sala Polivalente Galleria Civica d'Arte Moderna, Ferrara, 1980.
- Perdutamente, in Catalogo Santarcangelo dei Teatri d'Europa XIX edizione, 1989.
- Tam Teatromusica, Ravenna, Essegi, 1991.
- Il cerchio nell'isola. Laboratorio e spettacolo teatrale con i detenuti della casa di reclusione di Padova, Padova, Soc. Coop Tipografica, 1992.
- Il più meritevole dei tre, in Catalogo Santarcangelo dei Teatri d'Europa XXII edizione, 1992.
- A. Un autoritratto, in Il linguaggio della Dea, catalogo a cura di Ravenna Teatro, Ravenna, 1995.
- Tutto quello che rimane. Giotto Carcere Teatro, Padova, Eldonejo, 1995.
- Baccanti, in Catalogo Opera Estate Festival, Bassano, 1997.
- Pierangela Allegro, Il corpo è un recinto sperimentale, in Sandra Lischi e Pucci Piazza (a cura di), A occhio nudo. La scuola video di documentazione sociale I Cammelli, Torino, Lindau, 1997.
- P. Allegro e M. Sambin, videOtello, in A Rovescio. Video e cinema oltre, Catalogo Invideo, 2005.
- Pierangela Allegro, Il contrappunto, in Saveria Chemotti (a cura di), Le Graphie della Cicogna. La scrittura delle donne come ri-velazione., Padova, Il Poligrafo, giugno 2012.